# Acontia antecedens
Acontia antecedens is een vlinder uit de familie van de uilen (Noctuidae). De wetenschappelijke naam van deze soort is voor het eerst voorgesteld door Francis Walker in een publicatie uit 1869. In deze publicatie beschreef Walker deze soort op basis van een exemplaar uit de collectie van T. Norris. De vindplaats van dit exemplaar wordt daar niet in vermeld.